# Voivodato di Malbork
Il voivodato di Malbork (in polacco Województwo Malborskie) è stato un'unità di divisione amministrativa e governo locale del Regno di Polonia dal 1454-1466 fino alla spartizione della Polonia degli anni 1772-1795. Insieme al voivodato della Pomerania e al voivodato di Chełmno formavano la provincia storica della Prussia Reale.
La sede del governo del voivodato (Wojewoda) era Malbork.
La sede del Consiglio regionale (sejmik generalny) era Sztum.

## Geografia antropica

### Suddivisioni amministrative
- Contea di Sztum (Powiat Sztumski), Sztum
- Contea di Kiszpork (Powiat Kiszporski), Kiszpork (Dzierzgoń)
- Contea di Elbląg  (Powiat Elbląski), Elbląg
- Contea di Malbork (Powiat Malborski), Malbork